# Conopogaster singularis
Conopogaster singularis är en skalbaggsart som beskrevs av Leon Fairmaire 1899. Conopogaster singularis ingår i släktet Conopogaster och familjen långhorningar.
Artens utbredningsområde är Madagaskar. Inga underarter finns listade i Catalogue of Life.